# Zhong Xingping
Dans ce nom chinois, le nom de famille, Zhong, précède le nom personnel.
Zhong Xingping, née le 8 juillet 1987 dans la province du Guangdong, est une gymnaste trampoliniste chinoise. 

## Biographie
Aux Championnats du monde de 2005 et de 2007, elle fait partie de l'équipe chinoise médaillée d'or par équipe. Aux Jeux asiatiques de 2006, elle remporte à 19 ans la médaille d'argent en trampoline individuel. En 2009, elle est couronnée d'un titre en trampoline synchronisée en duo avec Li Dan.
Zhong Xingping remporte deux médailles d'argent aux Championnats du monde de 2013 à Sofia (en individuel et en synchronisé) ; c'est avec cette même partenaire qu'elle remporte aux jeux mondiaux 2013 une médaille d'argent en trampoline synchronisé.
Aux jeux asiatiques de 2014, elle remporte la médaille d'argent devancée par sa partenaire Li. L'année suivant, elle remporte deux titres aux Championnats du monde de 2015 en synchro et par équipe ; elle conservera ses deux titres aux championnats suivants.